# Conchita Montes
María de la Concepción Carro Alcaraz, conocida como Conchita Montes (Madrid, 13 de marzo de 1914-Madrid, 18 de octubre de 1994) fue una actriz, traductora, empresaria, directora de escena y crucigramista española. Divulgó el pasatiempo inglés conocido como damero maldito, que compuso durante toda su vida.

## Trayectoria
Licenciada en Derecho, estudió Filología Hispánica en el Vassar College de Poughkeepsie (Nueva York), en los años treinta, donde aprendió a hablar un perfecto inglés con la intención de seguir la carrera diplomática. Siendo todavía muy joven ejerció de periodista para Falange Española y conoció en Nueva York al comediógrafo, guionista, diplomático y director de cine Edgar Neville (1899-1967), con el que colaboró en el guion de la película Frente de Madrid (1939). Se inició en ese momento una relación sentimental entre ambos que se prolongó hasta la muerte del autor en 1967. Montes, además, se inició en la interpretación precisamente con esa misma cinta. 
En Nueva York se aficionó a los crucigramas dobles que había creado Arthur Wynne en 1913 y popularizado la profesora Elizabeth Kingsley en la Saturday Review, y la actriz, que en 1941 llevaba en la revista de humor La Codorniz una original sección de crítica de traducciones, recibió de su director entonces, el comediógrafo Miguel Mihura, el encargo de crear un pasatiempo semanal, que dio origen al famoso y harto difícil damero maldito, que andando el tiempo traspasaría la autora al diario El País. A esta afición dedicó su libro El damero maldito (50 dameros inéditos) (Madrid: Biblioteca Nueva, 1944), con prólogo de Gregorio Marañón.
Concluida la Guerra Civil, volvió a España y con Neville compró una finca en Marbella llamada Malibú, aun cuando pasaban la mayor parte del tiempo en Madrid, donde la pareja trabajaba y frecuentaba la vida nocturna. En los años cuarenta, de la mano de Neville, interpretó numerosas películas, algunas de ellas de gran éxito en su época: Correo de Indias (1942), Café de París (1943), La vida en un hilo (1945), Domingo de carnaval (1945),  Nada (1947), El Marqués de Salamanca (1948), El último caballo (1950), El baile (1959) y Mi calle (1960).
En 1952 estrenó en el teatro la obra más famosa de Neville, El baile, que interpretó con Rafael Alonso y Pedro Porcel. Se mantuvo en cartel siete años, y luego, en 1959, se llevó al cine, con Montes, Alonso y Alberto Closas, y más tarde, en 1963, a televisión, compartiendo Montes en esta ocasión el plató con Ismael Merlo y Pastor Serrador. Otros estrenos incluyen Veinte añitos (1954) y Prohibido en otoño (1957), también de Neville, A media luz los tres (1953), de Miguel Mihura, Cena de Navidad (1951), La otra orilla (1954) y Diana está comunicando (1960), las tres últimas de José López Rubio.
En televisión, protagonizó las series Dichoso mundo (1966-1967) y Pablo y Virginia (1968), presentó el programa de variedades Buenas tardes entre 1971 y 1972, junto a Raúl Matas, y en 1986 participó en la serie Tristeza de amor.
A partir de los años 1960 se centró sobre todo en el teatro, y siguió interpretando a Neville y a otros autores (José López Rubio: Esta noche tampoco, 1961; Graham Greene: El amante complaciente, 1969, etc.) hasta culminar en 1985 con la reposición de La estanquera de Vallecas, de José Luis Alonso de Santos, obra estrenada en 1981 y que también fue llevada al cine, aunque con Emma Penella interpretando el personaje de la estanquera. 
Su última interpretación en cine fue un breve papel en la película Una mujer bajo la lluvia (1992), de Gerardo Vera que proponía una puesta al día de La vida en un hilo. Falleció el 18 de octubre de 1994 en Madrid.
En algunas películas se dio a conocer como Mona Lisa. Tradujo al español la obra de J. B. Priestley Desde los tiempos de Adán (Ever since Paradise, 1946) que además estrenó en España en 1949.

## Teatro
- Dalila (1946) de Ferenc Molnar.
- Ever since Paradise (1949) de J. B. Priestley.
- Curva peligrosa (1950) de J. B. Priestley.[4]
- Vidas privadas (1950), de Noël Coward.
- El complejo de Filemón (1950), de Jean Bernard-Luc.
- El baile (1952) de Edgar Neville.
- A media luz los tres (1953) de Miguel Mihura.
- El amor tiene su aquel (1955) de Carlos Llopis.
- Diana está comunicando (1960) de José López Rubio.
- Un mes en el campo (1964), de Iván Turguénev
- La factura (1969), de Françoise Dorin.
- Como ama la otra mitad (1971), de Alan Ayckbourn.
- Canción para un atardecer (1973) de Noël Coward.
- Aplausos (1975) de Betty Comden y Adolph Green; música Charles Strouse y letras Lee Adams; adaptación de Julio Kaufmann.
- Lecciones de matrimonio (1978)
- Un espíritu burlón (1982), de Noël Coward.

## Filmografía
- Frente de Madrid (1939) de Edgar Neville.
- La muchacha de Moscú (1940) de Edgar Neville.
- Correo de Indias (1942) de Edgar Neville.
- Misterio en la marisma (1943) de Claudio de la Torre.
- Café de París (1943) de Edgar Neville.
- La vida en un hilo (1945) de Edgar Neville.
- Domingo de carnaval (1945) de Edgar Neville.
- Nada (1947) de Edgar Neville.
- El Marqués de Salamanca (1948) de Edgar Neville.
- El último caballo (1950) de Edgar Neville.
- Mi adorado Juan (1950) de Jerónimo Mihura.
- Cuento de hadas (1951) de Edgar Neville.
- Raíces (1953) de Benito Alazraki.
- El baile (1959) de Edgar Neville.
- Mi calle (1960) de Edgar Neville.